# 井堀 (長久手市)
井堀（いぼり）は、愛知県長久手市の町名。

## 地理
長久手市西部に位置する。西は熊田、南は名古屋市名東区猪高町大字上社井堀に、東は蟹原に、北は作田二丁目に接する。

### 河川
- 植田川（井堀川）

### 学区
長久手市立市が洞小学校・長久手市立南中学校を通学区域とする。

## 歴史

### 地名の由来
地域一帯（現在の長久手市、名古屋市名東区）で用いられていた地名に由来する。かつて一帯にはため池が多く存在しており、豊富な湧水に由来する地名と思われる。

### 沿革
- 1997年（平成9年） - 愛知郡長久手町大字長湫熊田、下井堀、上小井堀、下小井堀、下り坂の各一部により成立[2]。
- 2012年（平成24年）1月4日 - 市制施行に伴い、長久手市井堀となる[WEB 5]。

### 人口の変遷
国勢調査による人口の推移。（2010年（平成22年）以前は愛知郡長久手町井堀）
| 2000年（平成12年） | 1,208人 |  |  |
| 2005年（平成17年） | 1,092人 |  |  |
| 2010年（平成22年） | 1,000人 |  |  |
| 2015年（平成27年） | 971人   |  |  |

### 世帯数の変遷
国勢調査による世帯数の推移。
| 2000年（平成12年） | 462世帯 |  |  |
| 2005年（平成17年） | 450世帯 |  |  |
| 2010年（平成22年） | 448世帯 |  |  |
| 2015年（平成27年） | 471世帯 |  |  |

## 施設
- 県営長久手住宅

## 交通
- 愛知県道60号名古屋長久手線（グリーンロード）
- 長久手西通り（長久手市の道路愛称名）[WEB 10]

## その他
- 郵便番号：480-1143[WEB 2]

## 備考
前述の通り、井堀・小井堀は名古屋市と長久手市にまたがる地名であり、井堀のうち名古屋市と長久手市は井堀川で分けられる。